# Reinhild Hoffmann
Reinhild Hoffmann   (Sorau, 1 de novembre de 1943) és una ballarina i coreògrafa alemanya, considerada una de les pioneres i desenvolupadores de la dansa-teatre, juntament amb Pina Bausch, Hans Kresnik i Gerhard Bohner, per exemple.
Quan era una nena va traslladar-se a Karlsruhe a estudiar dansa clàssica. A la segona meitat de la dècada del 1960 va formar-se a la Volkwang School d'Essen directament amb Susanne Linke i Pina Bausch. Entre 1978 i 1981 va dirigir la companyia de dansa-teatre de Bremen juntament amb Gerhard Bohner.